# Blaj

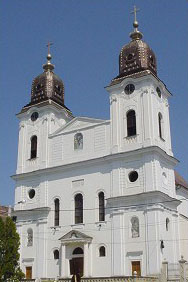
Catedral da Santíssima Trindade

Blaj é uma cidade e município da Roménia com 21.819 habitantes, localizada no distrito de Alba.